# Erna Rahbek Pedersen
Erna Rahbek Pedersen, född 6 oktober 1926, död 2002, var en dansk bågskytt. Hon deltog vid olympiska sommarspelen 1972.